# Partido Moderado (Suécia)

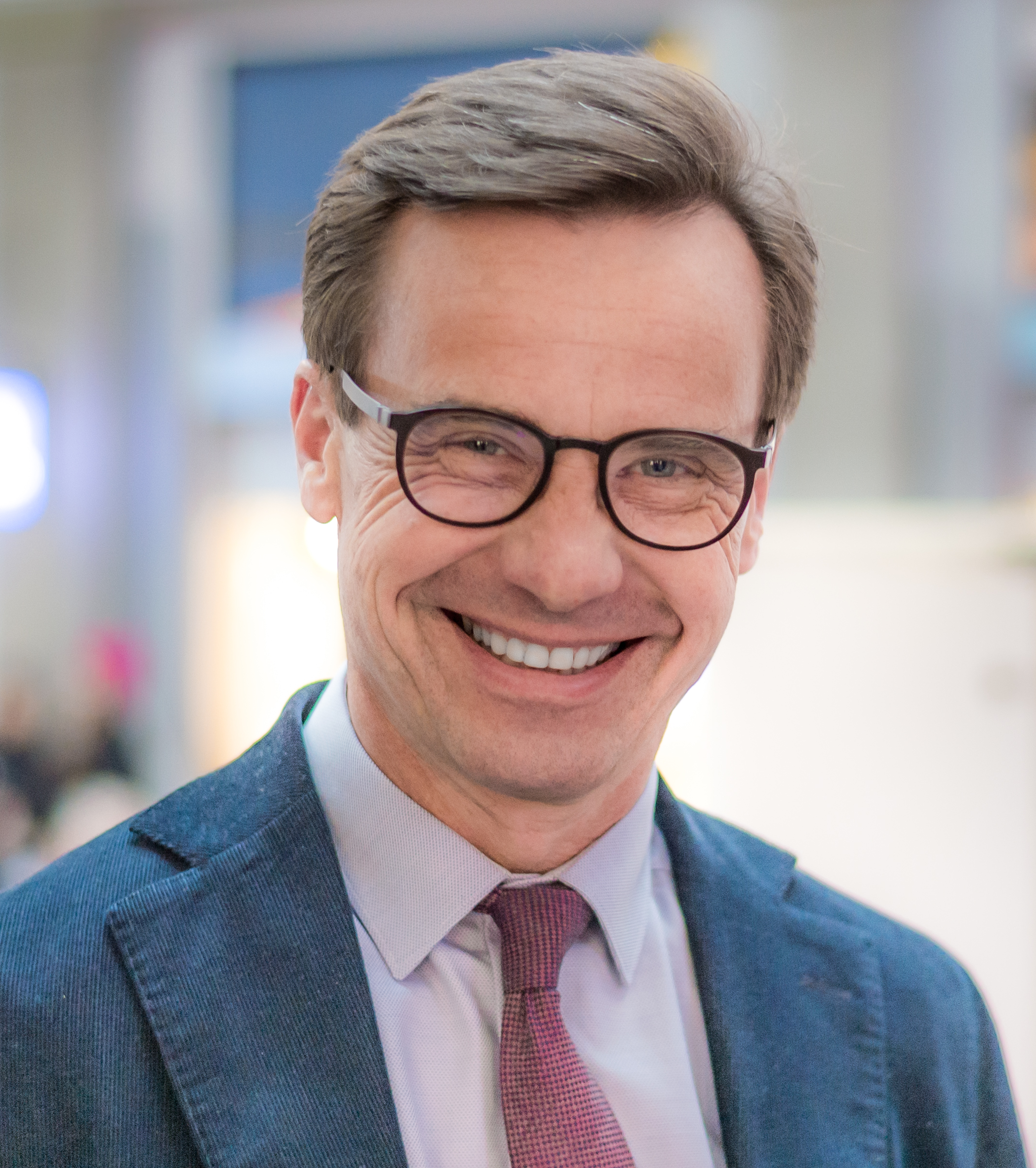
Ulf Kristersson - líder do Partido Moderado sueco

O Partido Moderado (Moderata samlingspartiet), fundado em 1904, é um partido liberal-conservador da Suécia, filiado ao Partido Popular Europeu. A presidente do partido é Ulf Kristersson (2018-). A organização juvenil do partido é Moderata Ungdomsförbundet.
O partido apoia o mercados livres e tem sido historicamente a força essencial para a privatização, desregulamentação, redução das taxas e impostos, e uma redução do sector público. Empenhado no neo-liberalismo, o líder do partido Ulf Kristersson faz da redução dos benefícios sociais a sua prioridade. No seu livro "noWorld Generation", publicado em 1994, compara a regulamentação do mercado de trabalho e o sistema de protecção social da Suécia com Apartheid na África do Sul, chamando-lhe "um sistema opressivo que encoraja o bem-estar". Também promete reduzir a tributação das empresas.

## Figuras de destaque

### Líderes do partido
- Fredrik Östberg (1904–1905)
- Axel Svedelius (1905–1906)
- Hugo Tamm (1907+)
- Fredrik Östberg (1908–1912)
- Arvid Lindman (1912–1917)
- Olof Jonsson i Hov (1917)
- Arvid Lindman (1917–1935)
- Gösta Bagge (1935–1944)
- Fritiof Domö (1944–1950)
- Jarl Hjalmarson (1950–1961)
- Gunnar Heckscher (1961–1965)
- Yngve Holmberg (1965–1970)
- Gösta Bohman (1970-1981)
- Ulf Adelsohn (1981-1986)
- Carl Bildt (1986-1999)
- Bo Lundgren (1999-2003)
- Fredrik Reinfeldt (2003-2015)
- Anna Kinberg Batra (2015-2018)
- Ulf Kristersson (2018-)

## Resultados eleitorais

### Eleições legislativas
| Data    | Líder                  | CI. | Votos     | %            | +/-  | Deputados | +/-     | Status   |
| ------- | ---------------------- | --- | --------- | ------------ | ---- | --------- | ------- | -------- |
| 1911    | Gustaf Fredrik Östberg | 2.º | 188 261   | 31,2 / 100,0 |      | 64 / 230  |         | Oposição |
| 03/1914 | Arvid Lindman          | 1.º | 286 250   | 37,7 / 100,0 | 6,5  | 86 / 230  | 22      | Oposição |
| 11/1914 | Arvid Lindman          | 1.º | 267 133   | 36,6 / 100,0 | 1,1  | 86 / 230  | Estável | Oposição |
| 1917    | Arvid Lindman          | 3.º | 182 070   | 24,7 / 100,0 | 11,9 | 57 / 230  | 29      | Oposição |
| 1920    | Arvid Lindman          | 2.º | 183 019   | 27,8 / 100,0 | 3,1  | 70 / 230  | 13      | Oposição |
| 1921    | Arvid Lindman          | 2.º | 449 302   | 25,8 / 100,0 | 3,0  | 62 / 230  | 8       | Oposição |
| 1924    | Arvid Lindman          | 2.º | 461 257   | 26,1 / 100,0 | 0,3  | 65 / 230  | 3       | Oposição |
| 1928    | Arvid Lindman          | 2.º | 692 434   | 29,4 / 100,0 | 3,3  | 73 / 230  | 8       | Governo  |
| 1932    | Arvid Lindman          | 2.º | 585 248   | 23,5 / 100,0 | 5,9  | 58 / 230  | 15      | Oposição |
| 1936    | Gösta Bagge            | 2.º | 512 781   | 17,6 / 100,0 | 5,9  | 44 / 230  | 14      | Oposição |
| 1940    | Gösta Bagge            | 2.º | 518 346   | 18,0 / 100,0 | 0,4  | 42 / 230  | 2       | Governo  |
| 1944    | Gösta Bagge            | 2.º | 488 921   | 15,8 / 100,0 | 2,2  | 39 / 230  | 3       | Oposição |
| 1948    | Fritiof Domö           | 4.º | 478 786   | 12,3 / 100,0 | 3,5  | 23 / 230  | 16      | Oposição |
| 1952    | Jarl Hjalmarson        | 3.º | 543 825   | 14,4 / 100,0 | 2,1  | 31 / 230  | 8       | Oposição |
| 1956    | Jarl Hjalmarson        | 3.º | 663 693   | 17,1 / 100,0 | 2,7  | 42 / 231  | 11      | Oposição |
| 1958    | Jarl Hjalmarson        | 2.º | 750 332   | 19,5 / 100,0 | 2,4  | 45 / 231  | 3       | Oposição |
| 1960    | Jarl Hjalmarson        | 3.º | 704 365   | 16,6 / 100,0 | 2,9  | 39 / 232  | 6       | Oposição |
| 1964    | Gunnar Heckscher       | 3.º | 582 609   | 13,7 / 100,0 | 2,9  | 33 / 233  | 6       | Oposição |
| 1968    | Yngve Holmberg         | 4.º | 621 031   | 12,9 / 100,0 | 0,8  | 32 / 233  | 1       | Oposição |
| 1970    | Yngve Holmberg         | 4.º | 573 812   | 11,5 / 100,0 | 1,4  | 41 / 350  | 9       | Oposição |
| 1973    | Gösta Bohman           | 3.º | 737 584   | 14,3 / 100,0 | 2,8  | 51 / 350  | 10      | Oposição |
| 1976    | Gösta Bohman           | 3.º | 847 672   | 15,6 / 100,0 | 1,3  | 55 / 349  | 4       | Governo  |
| 1979    | Gösta Bohman           | 2.º | 1 108 406 | 20,3 / 100,0 | 4,7  | 73 / 349  | 18      | Governo  |
| 1982    | Ulf Adelsohn           | 2.º | 1 313 337 | 23,6 / 100,0 | 3,3  | 86 / 349  | 13      | Oposição |
| 1985    | Ulf Adelsohn           | 2.º | 1 187 335 | 21,3 / 100,0 | 2,3  | 76 / 349  | 10      | Oposição |
| 1988    | Carl Bildt             | 2.º | 983 226   | 18,3 / 100,0 | 3,0  | 66 / 349  | 10      | Oposição |
| 1991    | Carl Bildt             | 2.º | 1 199 394 | 21,9 / 100,0 | 3,6  | 80 / 349  | 14      | Governo  |
| 1994    | Carl Bildt             | 2.º | 1 243 253 | 22,4 / 100,0 | 0,5  | 80 / 349  | Estável | Oposição |
| 1998    | Carl Bildt             | 2.º | 1 204 926 | 22,9 / 100,0 | 0,5  | 82 / 349  | 2       | Oposição |
| 2002    | Bo Lundgren            | 2.º | 809 041   | 15,3 / 100,0 | 7,6  | 55 / 349  | 27      | Oposição |
| 2006    | Fredrik Reinfeldt      | 2.º | 1 456 04  | 26,2 / 100,0 | 10,9 | 97 / 349  | 42      | Governo  |
| 2010    | Fredrik Reinfeldt      | 2.º | 1 791 766 | 30,1 / 100,0 | 3,9  | 107 / 349 | 10      | Governo  |
| 2014    | Fredrik Reinfeldt      | 2.º | 1 453 517 | 23,3 / 100,0 | 6,8  | 84 / 349  | 23      | Oposição |
| 2018    | Ulf Kristersson        | 2.º | 1 203 214 | 19,8 / 100,0 | 3,5  | 70 / 349  | 14      | Oposição |
| 2022    | Ulf Kristersson        | 3.º | 1 183 239 | 19,1 / 100,0 | 0,7  | 67 / 349  | 3       |          |

### Eleições europeias
| Data | CI. | Votos   | %            | +/- | Deputados    | +/-     |
| ---- | --- | ------- | ------------ | --- | ------------ | ------- |
| 1995 | 2.º | 621 568 | 23,2 / 100,0 |     | 5 / 22       |         |
| 1999 | 2.º | 524 755 | 20,8 / 100,0 | 2,4 | 5 / 22       | Estável |
| 2004 | 2.º | 458 398 | 18,3 / 100,0 | 2,5 | 4 / 19       | 1       |
| 2009 | 2.º | 596 710 | 18,8 / 100,0 | 0,5 | 4 / 184 / 20 | Estável |
| 2014 | 3.º | 507 488 | 13,7 / 100,0 | 5,1 | 3 / 20       | 1       |
| 2019 | 2.º | 698 770 | 16,8 / 100,0 | 3,1 | 4 / 20       | 1       |